# Jean-Jacques Gautier (Autor)
Jean-Jacques Gautier (* 4. November 1908 in Essômes-sur-Marne, Département Aisne; † 20. April 1986) war ein französischer Schriftsteller, Theaterkritiker und Essayist.

## Leben
Gautier verbrachte seine Kindheit in Dieppe (Département Seine-Maritime) und studierte an der geisteswissenschaftlichen Fakultät der Universität Caen. 1934 wurde er Redakteur beim Écho de Paris und wechselte mit ihrer Gründung zur Zeitung L’Époque. Nach Beginn des Zweiten Weltkriegs nahmen ihn die Deutschen als Kriegsgefangenen fest. Mit seiner Entlassung 1941 wurde er Krankenpfleger und schrieb unter dem Pseudonym „Le Boulevardier“ für den Figaro bis zu dessen Einstellung 1942 Theaterkritiken und Kolumnen über Paris. Pierre Brisson engagierte ihn 1944 erneut als Theaterkritiker für den Figaro. Später erhielt Gautier den Posten des Generalsekretärs der Comédie-Française, den er aber 1946 wegen Überlastung mit seiner Arbeit als Kritiker aufgab.
Für seine Histoire d’un fait divers erhielt Gautier den Prix Goncourt und wurde 1972 in die Académie française gewählt. Er ist Träger des Croix de guerre 1939–1945 und Kommandeur der Ehrenlegion.

## Werke
- Histoire d’un fait divers, 1946.
- Le Puits aux trois vérités, 1949, Der Brunnen zur dreifachen Wahrheit. Roman, deutsche Übersetzung von Margit Pflagner. Forum Verlag, Wien 1962.
- Une femme prisonnière (deutsch: Eine gefangene Frau), 1986
- Tat ohne Täter, 1949, Walter Rau